# The Towering Inferno
The Towering Inferno —titulada en Hispanoamérica Infierno en la torre, y en España, El coloso en llamas— es una película estadounidense de catástrofes, acción y drama de 1974, producida por Irwin Allen, dirigida por John Guillermin y protagonizada por Steve McQueen y Paul Newman. 
Fue una coproducción de 20th Century Fox y Warner Bros. (la primera película resultado de la unión de dos grandes estudios), con guion de Stirling Silliphant, basado en dos novelas: La torre, de Richard Martin Stern, y The Glass Inferno de Thomas N. Scortia y Frank M. Robinson. 
La película fue un éxito de crítica y público, fue una de las películas más taquilleras de 1974 y fue nominada al Óscar a la mejor película. Fue nominada a ocho Óscar en total, de los cuales ganó tres: mejor fotografía, mejor montaje y mejor canción. También ganó, entre otros premios, dos BAFTA: Fred Astaire como mejor actor secundario y John Williams a mejor música, y dos Globos de Oro: Fred Astaire, de nuevo como mejor actor secundario y Susan Flannery como intérprete promesa.
Además de McQueen y Newman, el reparto incluye a William Holden, Faye Dunaway, Fred Astaire, Susan Blakely, Richard Chamberlain, O. J. Simpson, Robert Vaughn, Robert Wagner, Susan Flannery, Gregory Sierra, Dabney Coleman y, en su último papel, Jennifer Jones.

## Argumento
El rascacielos más alto del mundo acaba de ser construido en San Francisco y se organiza una fiesta de inauguración con numerosos invitados en la sala de baile, situada en la planta más alta. De repente, un fallo en la instalación eléctrica provoca un incendio a media altura del rascacielos a causa de la corrupción de uno de los constructores, Roger Simmons, que ha utilizado una instalación de poca calidad para el rascacielos a espaldas de los demás. Adicionalmente, ese constructor también redujo las medidas de seguridad contra el fuego. Por ello el incendio se esparce de forma rápida por todos los lados.
Así, los asistentes a la velada, que están en la parte más alta del rascacielos, se ven atrapados por el fuego, que cierra el paso a los asistentes al intentar ir hacia abajo, por lo que tienen pocas probabilidades de sobrevivir, ya que, al estar a una altura tan elevada, a los bomberos les resulta adicionalmente imposible controlar las llamas. Pero el arquitecto del rascacielos, Doug Roberts, contacta con el jefe de bomberos, O'Halloran, y forman juntos un eficaz equipo. Luego, se les plantea una solución muy arriesgada para acabar con el incendio: ambos tienen que colocar explosivos en los gigantescos depósitos de agua (3000 metros cúbicos) ubicados en la azotea del edificio y la fuerza del agua apagaría el fuego, con el consiguiente riesgo de arrastrar todo lo que encuentre a su paso, incluyendo a las personas.
Al final se decide hacerlo, cuando los bomberos pierden el control del fuego. La operación tiene éxito, aunque parte de las personas mueren durante la operación. Como el rascacielos estaba vacío, solo hubo menos de 200 muertos, entre ellos Simmons. Si hubiera estado lleno, calculan que hasta 10 000 personas hubiesen muerto. Por ello, Roberts decide escuchar el sermón del jefe de bomberos de la necesidad de mejorar la construcción de los rascacielos para estar mejor preparados ante una eventualidad así y escuchar al respecto a bomberos como él que saben más del tema que ningún otro. 
La trama incluye confesiones de aquellos que se sinceran con su pareja y de aquellos que piensan en qué ocurrirá, si mueren, con sus seres queridos. En la reflexión final, el personaje de Paul Newman dice: "No sé, tal vez debieran dejarlo como está, como un monumento a la ambición humana".

## Reparto
Varios actores que aparecieron en pequeños roles, incluyendo John Crawford, Erik Nelson, Elizabeth Rogers, Ernie Orsatti y Sheila Matthews, habían aparecido previamente en La aventura del Poseidón, que también produjo Irwin Allen. (Allen y Matthews eran marido y mujer.) Scott, hijo de Paul Newman, interpretaba a un bombero acrofóbico temeroso de escalar mediante cuerda.
| Actor/Actriz          | Personaje            | Rol |
| --------------------- | -------------------- | --- |
| Paul Newman           | Doug Roberts         | Arquitecto de la torre de cristal                                                                            |
| Steve McQueen         | Michael O'Halloran   | Capitán Jefe del V Batallón de bomberos                                                                      |
| William Holden        | James Duncan         | Constructor                                                                                                  |
| Faye Dunaway          | Susan Franklin       | Novia de Doug Roberts                                                                                        |
| Fred Astaire          | Harlee Claiborne     | Timador que coquetea con Mrs. Mueller                                                                        |
| Susan Blakely         | Patty Duncan Simmons | Hija de James Duncan                                                                                         |
| Richard Chamberlain   | Roger Simmons        | Ingeniero eléctrico y yerno de Duncan                                                                        |
| Jennifer Jones        | Lisolette Mueller    | compañera de H. Clairborne                                                                                   |
| O. J. Simpson         | Harry Jernigan       | Oficial jefe de seguridad                                                                                    |
| Robert Vaughn         | Gary Parker          | Senador |
| Robert Wagner         | Dan Bigelow          | Oficial de relaciones públicas                                                                               |
| Susan Flannery        | Lorrie               | Amante de Dan Bigelow                                                                                        |
| Sheila Matthews Allen | Paula Ramsay         | |
| Norman Burton         | Will Giddings        | Ingeniero eléctrico                                                                                          |
| Jack Collins          | Robert "Bob" Ramsay  | Alcalde de San Francisco                                                                                     |
| Don Gordon            | Kappy                | Capitán de la XII Compañía de camiones del Parque de Bomberos                                                |
| Felton Perry          | Scott                | Bombero, de la IV Compañía de motores                                                                        |
| Gregory Sierra        | Carlos               | Camarero |
| Ernie Orsatti         | Mark Powers          | Bombero, de la IV Compañía de motores                                                                        |
| Dabney Coleman        |                      | I Subjefe del Parque de Bomberos                                                                             |
| Elizabeth Rogers      |                      | Dama en la boya                                                                                              |
| Ann Leicester         |                      | Invitada |
| Norm Grabowski        | Tte. Flaker          | Jefe de rescate de la flota aérea                                                                            |
| Ross Elliott          |                      | II Subjefe del Parque de Bomberos                                                                            |
| Olan Soule            | Johnson              | |
| Carlena Gower         | Angela Allbright     | |
| Mike Lookinland       | Phillip Allbright    | |
| Carol McEvoy          | Mrs. Allbright       | Compañera de D. Roberts                                                                                      |
| Scott Newman          |                      | Joven bombero, 14 Cía. bomberos.                                                                             |
| Paul Comi             |                      | Tim |
| George D. Wallace     |                      | Oficial jefe                                                                                                 |
| Patrick Culliton      |                      | Técnico |
| William Bassett       |                      | Agente de arrendamiento                                                                                      |
| John Crawford         | Callahan             | |
| Erik Nelson           | Wes                  | |
| Art Balinger          |                      | Anunciante                                                                                                   |
| Norman Hicks          |                      | Comandante piloto                                                                                            |
| Thomas Karnahan       |                      | Comandante copiloto Junior                                                                                   |
| Maureen McGovern      |                      | Cantante en la fiesta (aunque no figura en los créditos, se reconoce su actuación en los títulos del final.) |
| William Traylor       | Bill Harton          | Guardia de seguridad (no acreditado)                                                                         |

## Producción
Stirling Silliphant basó el guion del largometraje en varias novelas combinadas de Richard Martin Stern, Thomas N. Scortia y Frank M. Robinson. Con un coste de 15 000 000 de dólares, la película resultó ser tan cara para la época que Twentieth Century Fox y Warner Brothers tuvieron que unir fuerzas para poder hacerla. Para conseguir a Paul Newman y a Steve McQueen en la película, ambos recibieron, para que hiciesen su papel en la obra cinematográfica, un millón de dólares y el 7,5 % de la taquilla de la película respectivamente.
El rodaje duró 70 días. Como el calendario de rodaje era tan apretado, cuatro unidades de rodaje filmaron simultáneamente el largometraje. Para hacer la película posible, el diseñador William Creber construyó un total de 57 decorados, de los cuales, únicamente 8 habrían de permanecer intactos al final del rodaje. También requirió del trabajo de numerosos especialistas que doblaban a los actores en las escenas de riesgo.
Aparte de la espectacularidad de algunas escenas y el suspense que provocó al espectador, el filme brindó la oportunidad de ver juntos —por primera y única vez— a dos de las más grandes estrellas del Hollywood de la época, como Paul Newman y Steve McQueen, además de viejas estrellas como Fred Astaire, Jennifer Jones o William Holden, quien hizo en esta película una de sus últimas apariciones en el cine.

## Recepción
La película fue un espectacular éxito comercial. Fue uno de los más rentables de la época y también fue muy bien recibida por la crítica. Adicionalmente también fue catalogada como la mejor película de catástrofes filmada durante esa década.

## Premios
- Óscar a la mejor fotografía - (Fred J. Koenekamp y Joseph F. Biroc)
- Óscar a la mejor edición - (Carl Kress y Harold F. Kress)
- Óscar a la mejor canción - (Al Kasha y Joel Hirschhorn) por la canción «We May Never Love Like This Again»
- BAFTA al mejor actor secundario - (Fred Astaire)
- BAFTA Anthony Asquith a la mejor música - (John Williams)
- Globo de Oro al mejor actor secundario - (Fred Astaire)
- Globo de Oro a la intérprete promesa – (Susan Flannery)